# Elof Signeul
Freiherr Elof von Signeul (* 5. Januar 1770 in Göteborg; † 30. Oktober 1835 in Hamburg) war ein schwedischer Diplomat zur Zeit der Koalitionskriege.

## Leben
Elof Signeul wurde 1770 geboren und im Dom zu Göteborg getauft. Seine Eltern waren Fredrik Signeul (1735–1791) und dessen Frau Rebecka, geborene Hellberg (1738–1785).
Von September 1786 bis Dezember 1789 studierte er an der Universität Uppsala und trat bereits 1790 in den auswärtigen Dienst. Er diente erst als Kanzlist in London unter dem Gesandten Gustav Adam von Nolcken, dann ein Jahr später in gleicher Funktion in Paris unter dem damaligen Gesandten Erik Magnus Staël von Holstein. Ab 1796 schwedischer Generalkonsul in Paris, leitete Signeul ab 1801 auch die Handelsabteilung der Gesandtschaft. Als 1804 die diplomatischen Beziehungen zwischen Schweden und Frankreich abgebrochen wurden, blieb er zunächst in Paris, wurde aber bald der Spionage beschuldigt und unter Polizeiaufsicht gestellt. Obwohl selbst überzeugter Republikaner, erzeugte seine Treue zu König Gustav IV. Adolf auch Skepsis bei Napoleon. 1806 verließ Signeul schließlich Frankreich und wechselte an die schwedische Mission bei der Schweizerischen Eidgenossenschaft in Bern.
Als Napoleon versuchte, Schweden auf französischer Seite in den Krieg zu ziehen, war Signeul ab 1810 wieder zurück in Paris. Er und der französische Kaufmann Jean Antoine Fournier starteten eine Kampagne zugunsten Jean-Baptiste Bernadottes, dem späteren schwedischen König Karl XIV. Johann, und Signeul organisierte auch ein erstes Treffen zwischen Bernadotte und Carl Otto Mörner. Die außenpolitische Ausrichtung Schwedens war jedoch bereits abgeschlossen und auf Seiten der Koalition als Gegner Napoleons ausgerichtet. Signeul zog sich aus Frankreich zurück: zunächst nach Hamburg, wurde dann 1813 als Geschäftsträger (chargé d’affaires) an den königlich-bayerischen Hof von Maximilian I. in München, und 1814 bis zum Ende der Kriege 1815 erneut nach Bern versetzt.
1815 heiratete Signeul Marie Henriette Décle (1783–1863). Unter König Karl XIII. übernahm er im Oktober 1815 als Geschäftsträger die Leitung der Schwedischen Gesandtschaft am königlich-französischen Hof von Ludwig XVIII. in Paris. Aufgrund seines Widerwillens gegenüber der Restauration ließ Signeul sich im November 1817 von seinem Posten abberufen und wurde im Mai 1818 zum Ministerresidenten bei den freien Hansestädten in Hamburg ernannt, zusätzlich akkreditiert an den herzoglich-mecklenburgischen Höfen in Schwerin und Neustrelitz, ab Dezember 1825 als außerordentlicher Gesandter und bevollmächtigter Minister. Er blieb in diesen Ämtern bis zu seinem Lebensende 1835, und wurde in der Hamburger Hauptkirche Sankt Katharinen bestattet.